# أثير عبد الله النشمي
أثير عبد الله إبراهيم النشمي (من مواليد يونيو/حزيران 1984) هي كاتبة وروائيّة سعودية مُقيمة في الرياض، صدرت لها العديد من الأعمال الروائية،كـ"أحببتك أكثر مما ينبغي"عن دار الفارابي عام 2009، و"في ديسمبر تنتهي كل الأحلام" عام 2011، و"فلتغفري" عام  2013، "ذات فقد" عام 2015، ورواية "عتمة الذاكرة" عام  2016. كما أصدرت في عام 2021 روايتها "فوضى العودة" عن دار حكاية.

## الحياة المُبكّرة
وُلدت أثير النشمي في يونيو / حزيران 1984 في العاصمة السعودية الرياض، وهناك تلقت تعليمها وتكوينها. عاشت رفقة أسرتها الصغيرة المكوّنة من والديها وأخٍ وحيد ثمّ أربع أخوات. تحمل أعمالها الروائية معاني الصداقة والحب والعاطفة.

## قائمة أعمالها
| صورة الغلاف | الكتاب                     | سنة الإصدار | دار النشر           | ملخص |
| ----------- | -------------------------- | ----------- | ------------------- | --- |
|             | أحببتك أكثر مما ينبغي      | 2009        | دار الفارابي        | تتحدثُ الرواية عن شخصين من المملكة العربية السعودية تعارفا في كندا أثناء دراستهما فتطورت علاقتهما حتى وقعَا في حب بعضهما البعض. تُروى القصّة من منظور جمانة التي عشقت عزيز فتاهت بين حبها من جهة وغيرتها القاتلة من جهة ثانية ثمّ شكوكها المستمرة في الطرف الثالث. |
|             | في ديسمبر تنتهي كل الأحلام | 2011        | دار الفارابي        | تتطرقُ الرواية لقصّة كاتب سعودي تركَ كل شيء ورائه وسافر إلى لندن في المملكة المتحدة عقبَ رفضِ عائلته زواجهُ من حبيبتهِ التي يعشقها. في الغربة؛ يسترجعُ الكاتب ذكرياته والحزن الذي يلمّ به كل مرة بسبب الحنين إلى وطنهِ تارة والاشتياق إلى حبيبته تارة ثانيّة.            |
|             | فلتغفري                    | 2013        | دار الفارابي        | تُعدّ هذه الرواية الجزء الثاني من رواية أحببتك أكثر مما ينبغي وتتحدث عن نفسِ الموضوع معَ اختلاف الرواي ومعهُ تختلفُ وجهات النظر. يأخد عزيز دور هذه المرّة الدور ويُحاول رواية نفس الأحداث بطريقته الخاصة ومن منظورهِ الشخصي.                                           |
|             | ذات فقد                    | 2015        | دار الفارابي        | تناقشُ الرواية عددًا من المواضيع على رأسها نظرة المجتمع للمرأة وعن مشاعر الأمومة والصراعات والتضحيات التي تقومُ بها بشكل يومي. |
|             | عتمة الذاكرة               | 2016        | دار الفارابي        | تُحاول الرواية طرقَ موضوع الذكريات الأليمة من خِلال البطل الذي عانى في طفولته من قسوة والدته وعنف أبيه ما يُجبره على البحثِ عن قصة حب يعيشها لعلّها تُخلصه من كل تلك الذكريات وتُعوضه عمّا عاشهُ من حرمان.                                                              |
|             | فوضى العودة                | 2021        | دار حكاية           | رواية |
|             | روح مكتظة بالغائبين        | 2022        | ديير للنشر والتوزيع | |